# Els Dottermans
Els Dottermans (Lovanio, 16 gennaio 1964) è un'attrice belga.

## Biografia
Si è formata come attrice allo Studio Herman Teirlinck, ha vinto numerosi premi come migliore attrice ai Nederlands Film Festival e Shanghai International Film Festival.

## Filmografia

### Cinema
- Beck - De gesloten kamer, regia di Jacob Bijl (1993)
- Tot ziens, regia di Heddy Honigann (1995)
- L'albero di Antonia (Antonia), regia di Marleen Gorris (1995)
- De Suikerpot, regia di Hilde Van Mieghem (1997) - cortometraggio
- Altijd zomer, regia di Johan Seeuws (1998) - cortometraggio
- Fade out, regia di Melanie Daems (2000) - cortometraggio
- Maria, regia di Fien Troch (2000) - cortometraggio
- Meisje, regia di Dorothée Van Den Berghe (2002)
- De zaak Alzheimer, regia di Erik Van Looy (2003)
- De Kus, regia di Hilde Van Mieghem (2004)
- 10 jaar Leuven kort, regia di registi vari (2004)
- The Intruder (De Indringer), regia di Frank van Mechelen (2005)
- Kameleon 2, regia di Steven de Jong (2005)
- Dennis van Rita, regia di Hilde Van Mieghem (2006)
- Two eyes staring (Zwart Water), regia di Elbert van Strien (2009)
- Wat mannen willen, regia di Filip Peeters (2015)
- Ay Ramon!, regia di Stijn Coninx (2015)
- Safety First: The Movie, regia di Tim van Aelst (2015)
- Home, regia di Fien Troch (2016)
- Sinterklaas en de wakkere nachten, regia di Stijn Coninx (2018)
- Sinterklaas en Koning Kabberdas, regia di Stijn Coninx (2021)
- Wil, regia di Tim Mielants (2023)
- Baby (La petite), regia di Guillaume Nicloux (2023)

### Televisione
- Klein Londen, Klein Berlijn (1988)
- Tot nut van 't algemeen (1988)
- Maman 2 (1990)
- Dierbaar (1991)
- Moeder, waarom leven wij? (1993)
- Kongo (1997)
- Het Peulengaleis (1999/2002)
- Nefast voor de feestvreugde (2000/2001/2002)
- Flikken (2001)
- Rupel (2004)
- Hij komt, hij komt ... De intrede van de Sint (2004 - 2010)
- Als 't maar beweegt (2005)
- Koning van de Wereld (2006)
- Stellenbosch (2007)
- Witse (2008)
- Sinteressante dingen (2009)
- Oud België (2010)
- Aspe (2011)
- Zone Stad (2012)
- Loslopend Wild (2012)
- Amateurs (2014)
- Tytgat Chocolat (2017)
- La famiglia dei diamanti (Diamonds) - serie TV, 8 episodi (2023)

## Teatro
- Wilde Lea (1992)
- Getaway (1993/1994)
- Juffrouw Tania (1993/1994)
- Joko (1993/1996)
- All for love (1993/1994)
- Vrijen met dieren (1994 /1996)
- Zwak/sterk (1994/1995)
- De drumleraar/Juffrouw Tania (1994/1995)
- Barnes'beurtzang (1995/1997)
- De meeuw (1997/1998)
- En verlos ons van het kwade (1997/1999)
- Zie de dienstmaagd des Heren (1997/1999)
- In de naam van de Vader en de Zoon (1997/1999)
- Ten oorlog (1997/1999)
- Moedersnacht (1998/1999)
- Marieslijk (1998/1999)
- Komedie der verleiding (1999/2000)
- Brandbakkes (2000/2001)
- Vier zusters (2001/2004)
- Mamma Medea (2001/2003)
- Trilogie van het weerzien (2002/ 2005)
- Push Up 1-3 (2002/2003)
- Macbeth (2003/2004)
- Zullen we het liefde noemen (2004/2006)
- Annie MG Schmidt (2005/2006)
- Platform (2005/2008)
- Ik val... val in mijn armen (2006/2009)
- Een totale Entfurung (2006/2007)
- Tien Geboden deel 1 (2007/2009)
- Fort Europa (2007/2008)
- Tien Geboden deel 2 (2009/2010)
- Kasimir & Karoline (2009/2010)
- Was will das Weib? (2010)

## Doppiatrici italiane
Nelle versioni in italiano delle opere in cui ha recitato, Els Dottermans è stata doppiata da:
- Emanuela Baroni ne La famiglia dei diamanti